# Slovan (časopis)
Slovan byl politický časopis, který v roce 1850, po zákazu Národních novin, začal vydávat Karel Havlíček Borovský v Kutné Hoře. Časopis se věnoval politickým a veřejným záležitostem slovanským, zvláště českým. List byl pod přísným dohledem úřadů, náklad byl několikrát konfiskován a nesměl být distribuován v Praze, kde měl Havlíček zákaz pobytu. V roce 1851 K. H. Borovský jeho vydávání dobrovolně zastavil. Učinil tak z protestu proti úpravě tiskového zákona, která úřadům umožňovala kdykoli ukončit vydávání jakéhokoli periodika. Tiskařem časopisu byl František Procházka.